# Adriano Grande
Adriano Grande (Genova, 1º luglio 1897 – Roma, 1972) è stato un poeta e pittore italiano.

## Biografia
Adriano Grande è stato un rilevante poeta del novecento italiano, nato a Genova nel 1897 e vissuto a Roma dal 1934 fino alla sua scomparsa avvenuta nel 1972.
Apparteneva alla cosiddetta “linea ligure” di quel gruppo di poeti post-vociani e post-rondisti che, nel primo dopoguerra, diedero nuova e vigorosa fioritura alla lirica italiana sollevandola su piano europeo. Ha fondato e diretto le riviste letterarie Circoli, Maestrale e dal 1960, avvicinatosi a gruppi cattolici, Persona.
Ha cominciato a pubblicare poesie nel 1920 sul Baretti di Piero Gobetti, presso le cui edizioni apparve nel 1926 il suo primo libro Avventure. Prese parte alla guerra d'Etiopia, di cui lasciò testimonianza nel diario La legione Parini e in Poesie in Africa.
Della sua poesia si è interessata, negli anni, la più rigorosa critica letteraria, osservando tra l'altro come, nelle avventure formali della lirica del novecento, nate da esperienze antiretoriche e da esigenze di sintesi lessicale e musicale, l'opera di Adriano Grande abbia sempre tenuto fede alla linea melodica connaturata all'italiano, puntando su un ideale di perspicua classicità intesa in senso moderno, pur senza mai cedere alla moda del gratuito analogismo che per anni tenne il campo in Italia.
La sua ispirazione si giovava d'un apprendimento pittorico ed elegiaco della realtà naturale, e sfociava in un senso cristianamente religioso dell'esistenza. Come poeta ha riportato diversi premi (“Siena”, “Taormina”, “Roma”, “Napoli”, “Bergamo”, “Fiuggi”, ecc.) e come narratore anche un premio “Teramo”. È stato anche autore di teatro: una sua specie di farsa filosofica, Faust non è morto, rappresentata a Roma nel 1935, è stata un manifesto per il ritorno allo spettacolo di poesia. Un altro suo dramma, Gli angeli lavorano, fu premiato a San Miniato. 
Dall'età di sessant'anni si è dedicato alla pittura, e quale pittore naïf è stato invitato alle maggiori mostre nazionali e straniere ed ha tenuto varie personali, con notevole successo.

## Opere

### Poesia
- Avventure, Torino, Edizioni del "Baretti", 1927.
- La Tomba verde, Torino, Buratti, 1930.
- Nuvole sul greto, Genova, Edizioni "Circoli", 1933.
- Alla pioggia e al sole, Lanciano, Carabba, 1936.
- Poesie in Africa, Firenze, Vallecchi, 1938.
- Strada al mare, Firenze, Vallecchi, 1943.
- Fuoco bianco, Torino, Edizioni della Meridiana, 1950.
- Preghiera di primo inverno, Roma, Ubaldini, 1951.
- Canto a due voci, Siena, Edizioni Maia, 1953.
- Consolazioni, Roma, Edizioni del "Fuoco", 1955.
- Avventure e preghiere “scelta”, Roma, 1955
- Su sponde amiche, Padova, Rebellato, 1958.
- Stagioni a Roma, Padova, Rebellato, 1959.
- Acquivento, Sarzana, Carpena, 1962.
- Avventure e La Tomba verde (ristampa), Milano, Mondadori, 1966.
- La Tomba verde (ristampa), Genova 2003

### Prosa
- La legione Parini da Sabaudia a Diredaua, diario di guerra, Firenze, 1938
- Ritratto di Genova (con illustrazioni di Enrico Paulucci), Torino, 1940
- Ritratti, Venezia, 1941
- Andrei, l'onesto (romanzo), Milano, 1970
- Eliodoro il controcontestatore, Roma, Giovanni Volpe Editore, 1971

### Teatro
- Faust non è morto, Genova, 1935

### Traduzioni
- Alfred de Vigny, Giornale di un poeta, Roma, Edizioni della Bussola, 1944.
- De Sade, La moglie pudica e altri racconti, Roma, Edizioni Astrolabio, 1945.
- Georges Bernanos, Diario di un curato di campagna, Milano, Mondadori, 1946.
- Jules Renard, Romanzi e storie naturali, Roma, Casini, 1951.